# Нєвєжин Микола Іванович
Микола Іванович Нєвєжин (3 серпня 1901, село Ошта Лодейнопольського повіту Олонецької губернії, тепер Вологодської області, Російська Федерація — 18 грудня 1972, місто Новгород, Російська Федерація) — радянський партійний діяч, 1-й секретар Омського обласного комітету ВКП(б). Кандидат у члени ЦК ВКП(б) (1939—1941).

## Біографія
Народився в родині селянина-бідняка. У 1913 році закінчив двокласне училище в селі Ошті Лодейнопольського повіту.
У травні 1913 — травні 1915 року — селянин у господарстві батька в селі Ошті. У травні 1915 — вересні 1917 року — матрос судновласника Курчавого, з вересня 1917 по серпень 1922 року — кочегар Північно-Західного річкового пароплавства в селі Вознесення Лодейнопольского повіту Олонецької (Петроградської) губернії. У 1922 році вступив до комсомолу.
З серпня 1922 по серпень 1924 року — червоноармієць окремої артилерійської школи в місті Луга Петроградської губернії.
У серпні 1924 — липні 1925 року — курсант Новоладозької (Волховської) повітової радпартшколи Ленінградської губернії.
Член РКП(б) з травня 1925 року.
З липня 1925 по березень 1926 року — культпрацівник, викладач волосного відділу народної освіти в селі Ошті.
У березні 1926 — вересні 1927 року — відповідальний секретар Шапшинського волосного комітету ВКП(б) Лодейнопольського повіту Ленінградської губернії.
У вересні 1927 — серпні 1929 року — відповідальний секретар Ковжинського районного комітету ВКП(б) Лодейнопольського округу Ленінградської губернії.
У серпні 1929 — квітні 1930 року — інспектор сільськогосподарського постачання міжрайонного відділення сільськогосподарського постачання «Сільгосппостач» в місті Ленінграді.
З квітня 1930 по липень 1936 року — студент Ленінградського інституту інженерів-механіків соцземлеробства, інженер-механік.
У липні 1936 — травні 1938 року — директор школи при зернорадгоспі «Гігант» Сальського району Азово-Чорноморського краю (Ростовської області).
У травні — грудні 1938 року — завідувач сільськогосподарського відділу Ростовського обласного комітету ВКП(б).
27 грудня 1938 — червень 1940 року — 1-й секретар Омського обласного комітету ВКП(б).
У серпні 1940 — вересні 1941 року — 3-й секретар Тамбовського обласного комітету ВКП(б).
З літа 1941 року — начальник Тамбовського обласного штабу народного ополчення. З вересня 1941 року — в Червоній армії, учасник німецько-радянської війни.
У вересні 1941 — травні 1942 року — начальник політичного відділу 323-ї стрілецької дивізії, з червня 1942 по серпень 1943 року — заступник начальника політичного відділу тилу 49-ї армії на Західному фронті, старший батальйонний комісар. У серпні 1943 — серпні 1945 року — заступник начальника політичного відділу 277-ї стрілецької дивізії на Західному і 3-му Білоруському фронтах, підполковник.
З серпня 1945 по серпень 1946 року —  заступник начальника політичного відділу 72-го корпусу Приморського військового округу, учасник радянсько-японської війни.
У вересні 1946 — лютому 1947 року — заступник завідувача сільськогосподарського відділу Тамбовського обласного комітету ВКП(б).
З березня 1947 по березень 1948 року — начальник Тамбовського обласного управління сільського господарства.
У березні 1948 — вересні 1950 року — начальник Костромського обласного управління сільського господарства.
У вересні 1950 — вересні 1952 року — начальник Новгородського обласного управління сільського господарства.
З вересня 1952 року — директор будівельно-монтажної колони «Новсільелектро» в місті Новгороді.
Потім — на пенсії в місті Новгороді.

## Нагороди
- орден Леніна
- орден Олександра Невского
- орден Вітчизняної війни 1-го ст.
- орден Вітчизняної війни 2-го ст.
- орден Червоної Зірки
- медаль «За оборону Москви»
- медаль «За взяття Кенігсберга»
- медаль «За перемогу над Німеччиною у Великій Вітчизняній війні 1941—1945 рр.»
- медаль «За перемогу над Японією»
- медалі